# Либурния

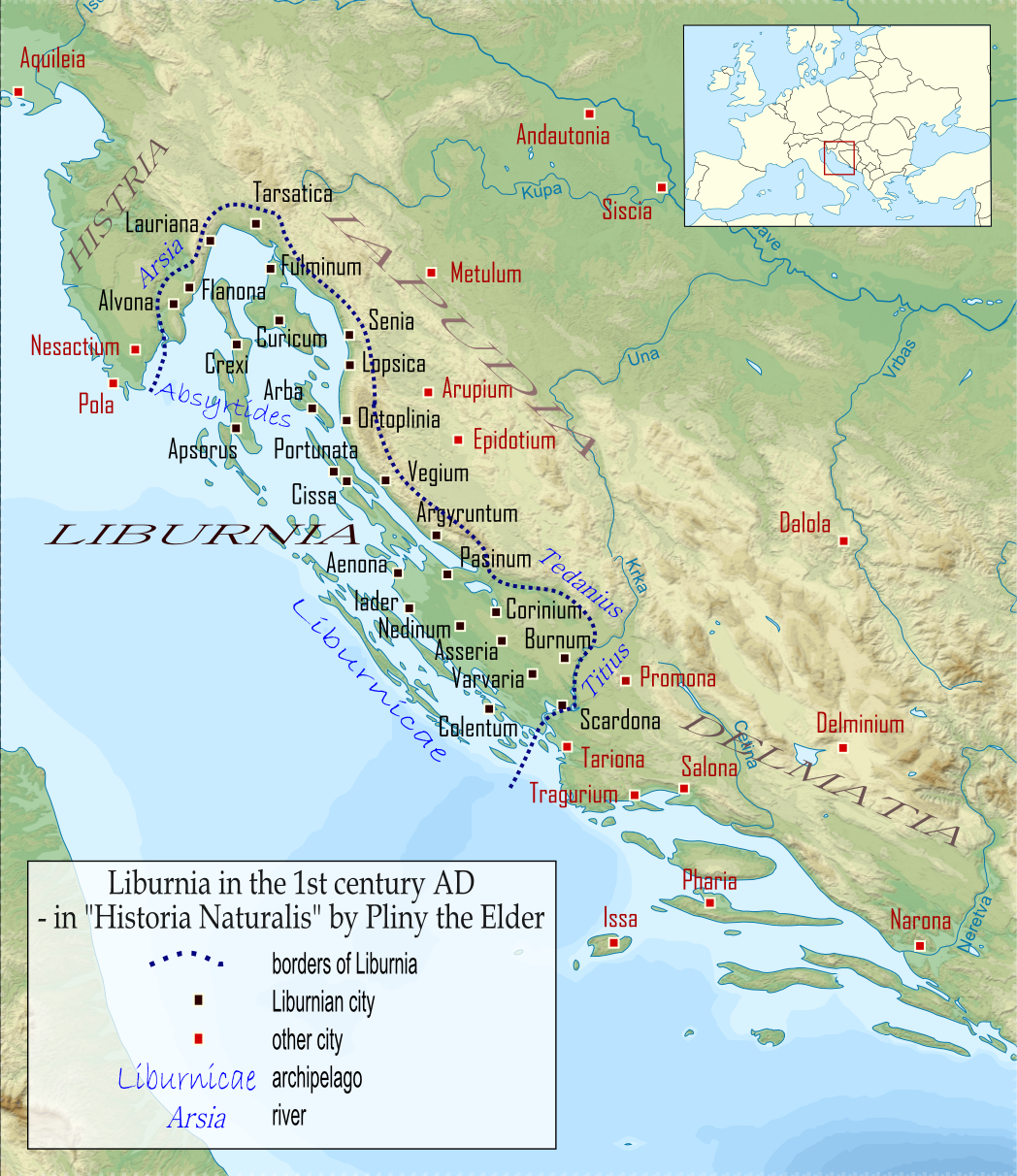
Либурния в период римских завоеваний.

Либурния (лат. Liburnia) — в древности местность в Иллирии, занимала западную часть нынешней Хорватии и север Далмации с некоторыми из мелких прибрежных островов.
Располагалась между реками Арсия (ныне — Раша (хорв.)) и Титий (ныне Крка), которые отделяют её на севере от Истрии, на юге от Далмации.
Как горная страна (по ней проходили Альбийские или ныне Албанские горы), она не была плодородна, и жители её, либурны, были вынуждены заниматься торговлей и мореходством. На своих быстроходных кораблях либурнах они отправлялись в далекие страны.
Либурнцы, известные также как морские разбойники, около середины II века до н. э. были покорены римлянами. Либурнские суда во время битвы при Акциуме содействовали победе Октавиана; они были невелики и быстроходны.

## Города
(Раздел содержит устаревшие сведения; «современные» названия городов даны на период оккупации римлянами)
- Альбона (Albona; н. тоже Альбона)
- Кориний (Corinium; н. Карин),
- Сения (Senia; ныне Сень),
- Скардона (Scardona)
- Тарсатика (Tarsatica; н. Терсатто) — современный Трсат и часть Риеки,
- Фланона (Flanona; н. Фианона),
- Энона (Aenona; н. Нона),
- Ядер (Iader; ныне Задар)